# Phoxinus grumi
 Phoxinus grumi és una espècie de peix cipriniforme de la família dels ciprínids que es troba a la Xina.